# Incursiones vikingas en Renania

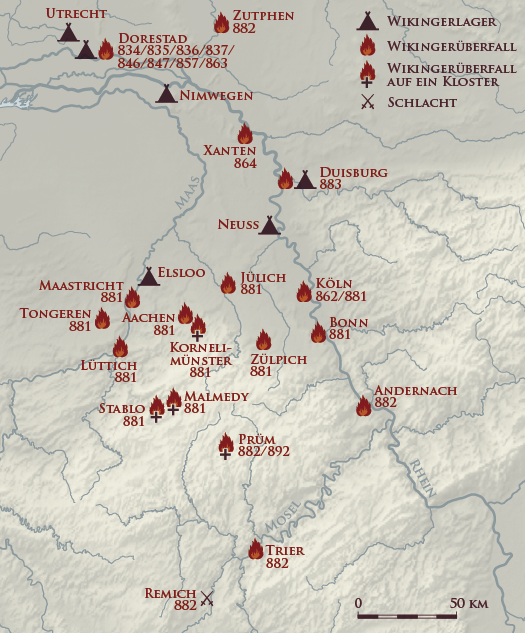
Mapa general de las incursiones vikingas en Renania.
Lyenda en alemán: Wikingerlager: 'campamento vikingo', Wikingerüberfall: 'incursión vikinga', Wikingerüberfall auf ein Kloster: 'incursión vikinga en un monasterio', Schlacht: 'batalla'.

Las incursiones vikingas en Renania fueron parte de las incursiones de los vikingos en el Imperio franco y tuvieron lugar durante las últimas décadas del siglo IX. Desde Renania, que puede ser considerada como el núcleo de la cultura franca, los francos habían conquistado previamente casi toda Europa Central y establecido un gran imperio.
Durante esas incursiones, los vikingos saquearon las ciudades de fundación  romana de  Colonia, Bonn, Xanten y Tréveris y también la ciudad imperial de Aquisgrán, en la que había sido enterrado Carlomagno y en cuyo trono fueron coronados los reyes francos en la catedral de Aquisgrán. Además de esas ciudades,  numerosos monasterios también fueron destruidos con la pérdida de bibliotecas enteras, en las que se habían ido guardado colecciones de escritos desde hacía varios siglos. Esto sacudió la esencia de la cultura de Franconia.
Incursiones similares afectaron igualmente a las regiones escandinavas donde se habían asentado originalmente los vikingos: las islas británicas, la región del mar Báltico, Rusia y la  región mediterránea. Muchos de los habitantes de las regiones afectadas fueron secuestrados y convertidos en esclavos.

## Renania

Los reinos de los francos después del Tratado de Meersen en 870: la Renania se encontraba en Lorena (verde)

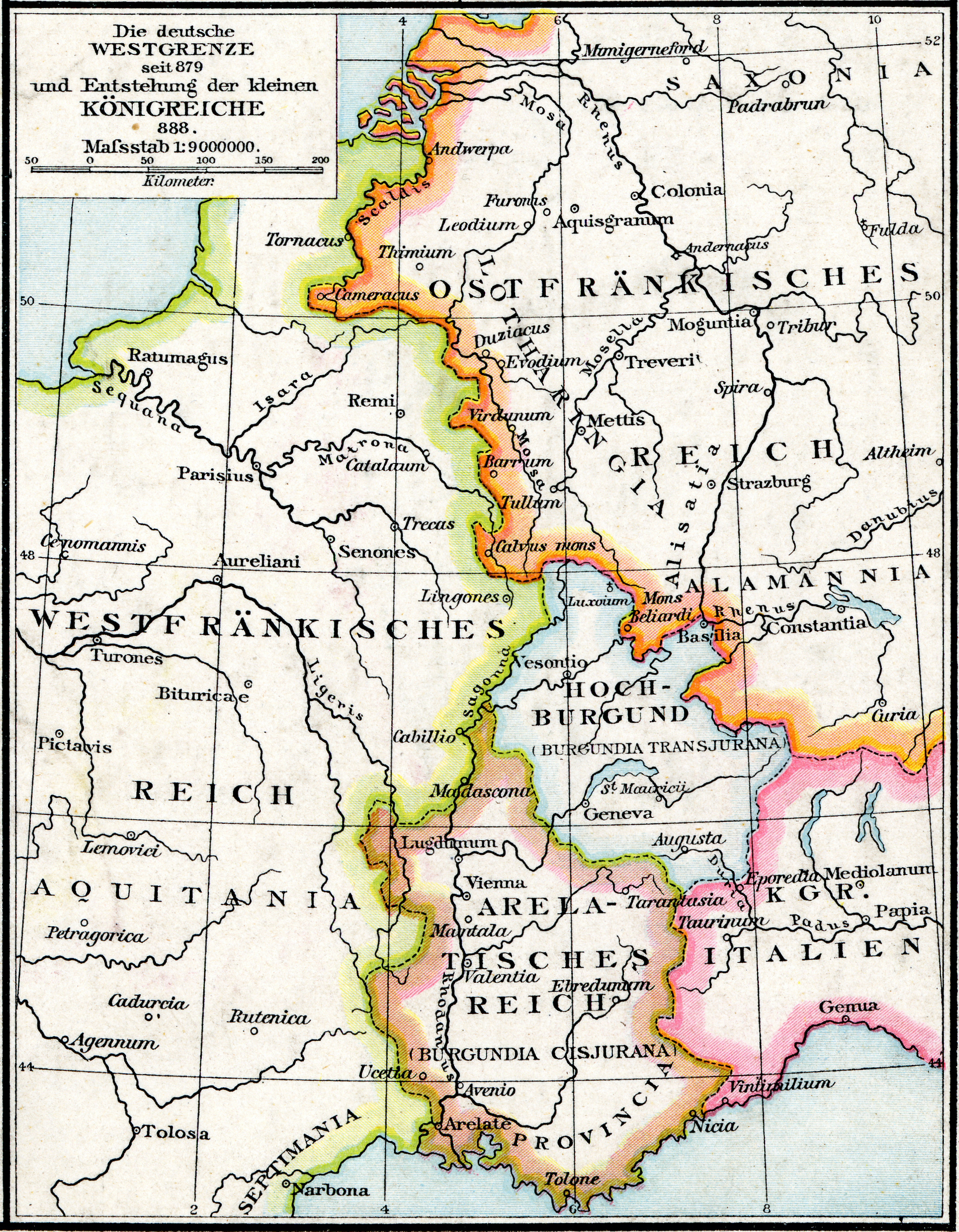
Los reinos francos c. 880; Renania se encuentra en la parte occidental reino franco oriental.

El término Renania (en alemán: Rhineland, lit. 'tierra del Rin') se utiliza para describir las zonas del curso medio y bajo del Rin que no estaban definidas con más detalle. Solo se menciona como tal a partir de 1798, cuando las tropas  revolucionarias francesas ocuparon esta zona.   Anteriormente, esta región se nombrada en su mayor parte por los pueblos o los condados, por ejemplo, la Grafschaft, o la Tierra de Cleves (Klever Land) o, Gelderland.
El área ahora conocida como Renania comienza aproximadamente donde el  Mosela desemboca en el Rin y termina en  Emmerich, donde el Rin se divide en sus distributarios  Lek y el Waal para formar un delta. En el este, Renania termina cerca del propio Rin, estando bordeado por cadenas montañosas  bajas como el Siebengebirge o Bergisches Land (condado del Monte). Al oeste, su límite está menos definido, pero en general se extiende más allá de la actual frontera estatal con los Países Bajos, es decir, al este del río Mosa. Debido a que el moderno estado federal de Renania-Palatinado se encuentra al sur del Mosela, la cadena montañosa baja del Eifel al norte del río se considera generalmente como perteneciente a Renania. Las áreas al sur del Mosela, como Hunsrück, también se consideran parte de Renania.

## Renania en el período carolingio
El corazón de los  carolingos se encontraba, en su mayoría, en áreas pertenecientes a Renania y por ello los lugares más importantes de la cultura carolingia se encuentran aquí. Destacan la ciudad de Aquisgrán, donde Carlomagno hizo construir su  palacio imperial, y también la abadía benedictina de Prüm, esta última principalmente por su scriptorium y su biblioteca asociada. También las ciudades de fundación romana de Tréveris, Colonia, Xanten y Bonn estaban situadas en Renania y eran utilizadas por los francos como centros comerciales y sedes episcopales.
Tras la muerte de Ludovico Pio en 840 y bastantes conflcitos entre sus hijos, estos acordaron, en el año 843, mediante el tratado de Verdun dividirse el Imperio franco en tres reinos. La mayor parte de Renania cayó en el dominio de Lotario I, que se llama Francia Media (y más adelante, en su honor, Lotaringia). Este reino medio se extendía desde el mar del Norte hasta el Mediterráneo, sin que la Francia oriental y la Francia oocidental tuvieron contactos fronterizos. Después de esta división del imperio, estallaron luchas de poder con una estructura similar al de guerras civiles en casi todas las áreas del antiguo imperio , y Renania también se vio afectada. Cuando Lotario I murió en el 855 sin un heredero al trono, las luchas por el poder se intensificaron. En 870, tras el Tratado de Meersen, Renania fue asignada a Francia Oriental. Diez años más tarde, las fronteras se definieron de nuevo con mayor precisión en e tratado de Ribemont.  (El mapa de al lado muestra el resultado)

## Vikingos y francos

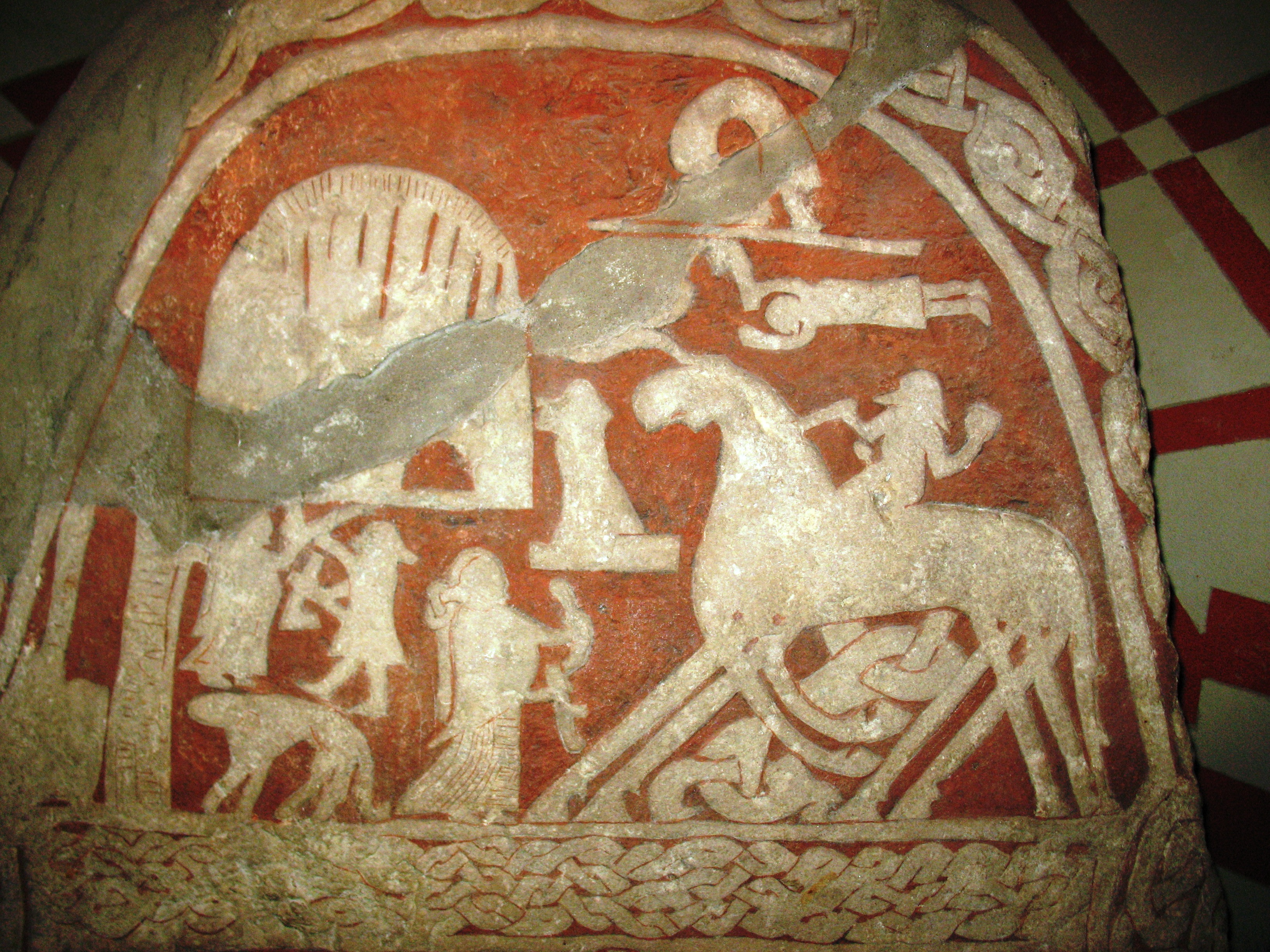
Entrada en el Valhalla (relieve de Gotland)

Después de la derrota de los sajones (772-804) el imperio de Carlomagno se extendió hasta la desembocadura del Elba y más allá. En ese momento, a más tardar, se habrán producido los primeros contactos con los vikingos, que adoraban un panteón de dioses paganos como los sajones.
Los contactos fueron a menudo de naturaleza bélica y afectaron a las islas de Frisia pero también al continente frisón. Para protegerse de los ataques, Carlomagno estableció una  marca en la frontera norte de su imperio, la marca de los daneses, de la que deriva el nombre del actual estado de Dinamarca. A pesar de la situación bélica en la frontera norte, muchos vikingos se contrataron como mercenarios en las campañas de los francos. Muy pocos se bautizaban porque, a diferencia del cristianismo, la religión vikinga recogía un código de honor para los guerreros. Según la leyenda, el dios de la guerra, Odín, de la línea de dioses de Æsir, se preparó para luchar por el mundo y su supervivencia. Envió a sus mensajeros, las valquirias, para escoltar al Valhalla solo a los guerreros más valientes que murieran en una batalla. Los guerreros allí reunidos, llamados Einherjer, practicaban el arte de la guerra durante el día. Por la noche, después de que sus heridas sanaran, el ejército de los muertos entraba junto a la sala de Odín, donde siempre les esperaba un cuerno lleno de bebida y una buena comida.. Debido a esto, los vikingos a veces luchaban con mucha valentía. Existiera o no este código de honor, gran parte de su lucha fue, en cualquier caso, contra la población civil y contra ciudades y monasterios débilmente defendidos.
Uno de los primeros reyes vikingos en ser bautizado fue Harald Klak, quien en 826 se convirtió en vasallo del rey Luis el Germánico en Ingelheim am Rhein y fue bautizado en Maguncia con su esposa e hijo.
Durante este tiempo, los guerreros vikingos penetraron en el reino franco con sus barcos a través de los sistemas fluviales que desembocaban en el mar del Norte y el Atlántico. Estas incursiones afectaron principalmente a las áreas del Sena y a los actuales Países Bajos y Bélgica. Anteriormente, los vikingos habían realizado incursiones en Inglaterra (Lindisfarne, 793) e Irlanda (Dublín, 795). El primer ataque importante de los vikingos en el reino franco se registró en 820 y tuvo lugar alrededor de la desembocadura del Sena; al mismo tiempo, otros vikingos probablemente invadían Flandes. En 845, París fue atacada por primera vez con unos 700 largos barcos en el Sena. Los parisinos compraron a los invasores con 7000 libras de plata. Hasta el año 926, han sido documentados trece de esos pagos en el imperio franco. El estuario del Elba y la ciudad de Hamburgo, que ya estaba fortificada en ese momento, fueron atacados por guerreros daneses en 845.
Inicialmente, los ataques tomaron la forma de incursiones y los vikingos se retiraban a su tierra natal después de incursiones exitosas. En la década de 860, cambiaron sus tácticas y establecieron bases permanentes en el Imperio franco, desde las que coordinaban sus incursiones, y a veces pasaban los inviernos en sus campamentos fortificados. Renania, entonces el corazón del imperio franco, rara vez se vio afectada por los vikingos en ese momento..
Los vikingos no eran un pueblo unido, sino un conjunto de tribus beligerantes; las pequeñas guerras entre tribus vikingas eran frecuentes, los ataques unidos a gran escala estaban precedidos en principio por negociaciones diplomáticas deliberadas. Dado que los vikingos sólo podían ser expulsados de las áreas que ocupaban a un gran costo, ocasionalmente se hicieron intentos de integrar a sus líderes en el imperio por medio de ricos obsequios y feudos. Como norma, se esperaba que esos líderes vikingos fueran primero bautizados, ya que la nobleza franca consideraba que el reino franco era un regalo de Dios y, por lo tanto, no había tronos para los no creyentes de alto rango.

## Incursiones de 862 y 864
Entre 834 y 863 los vikingos devastaron ocho veces el puesto comercial  de Dorestad a orillas del río Lek, una ciudad que rivalizaba con la ciudad danesa de Haithabu. En 862,  los vikingos remaron Rin arriba por primera vez con intenciones bélicas y saquearon la ciudad de Colonia. En 863, los escandinavos conquistaron Utrecht y Nimega y establecieron campamentos de invierno permanentes en ambas ciudades; Dorestad fue arrasada durante la campaña. En 864, salieron de allí en una segunda campaña hacia los territorios del Bajo Rin y emboscaron y saquearon la ciudad de Xanten que había sido fundada por los romanos.

## El comercio y la navegación en el Rin entre 864 y 881

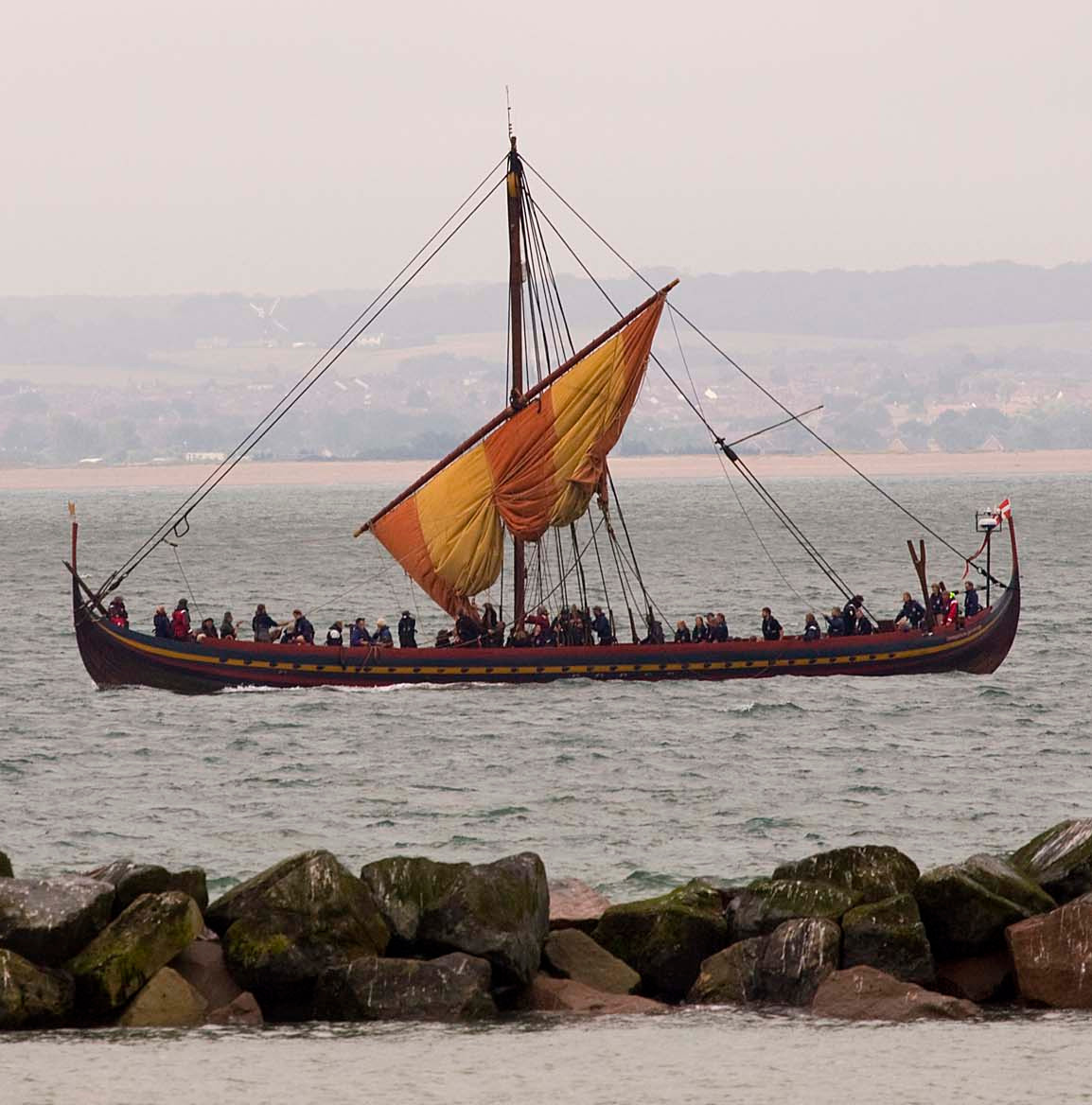
Nave vikinga reconstruida, Havhingsten fra Glendalough, a mediados del siglo XI

Los francos no eran verdaderos marinos, aunque tenían tipos de embarcaciones (por ejemplo, el barco de Utrecht) que, con buen tiempo, eran adecuadas para la navegación costera. dado quehasta la fecha no se han encontrado pecios de esos barcos en el mar del Norte, hay que suponer que su uso para la navegación costera era poco frecuente. Había diferentes métodos de construcción de barcos. Algunos estaban hechos de grandes troncos de árboles ahuecados; o se construyeron barcazas en forma de balsa. Ambos tipos eran difíciles de maniobrar y se usaban para transportar mercancías pesadas como piedras. Los edificios que estaban en ruinas construidos por los romanos cerca del Rin a menudo servían como canteras, pero también había canteras en las cadenas montañosas bajas vecinas. Estas embarcaciones iban a la deriva río abajo  con la corriente o eran arrastrados río arriba por caballos o bueyes, una técnica conocida como treideln.
El principal material de construcción en el Imperio franco era la madera. Los troncos talados se arrastraban hasta el río, se ataban juntos y se transportaban como balsas río abajo hasta los mercados comerciales; otras mercancías y viajeros se transportaban en balsas que, en algunos casos, eran muy largas y anchas.
Cuando los vikingos se asentaron en las orillas del delta del Rin, tenían una ventaja competitiva como comerciantes, porque su excelente tecnología de construcción naval les permitía superar fuertes corrientes como las del Rin, por lo que podían enviar mercancías rápidamente. Como resultado, el comercio en Renania floreció en ese momento. Como los vikingos también se habían establecido en Irlanda, Inglaterra y Rusia al mismo tiempo, el comercio de mercancías se amplió para incluir productos de las regiones más distantes y más allá de ellas.

## Incursiones invernales de 881 y 882

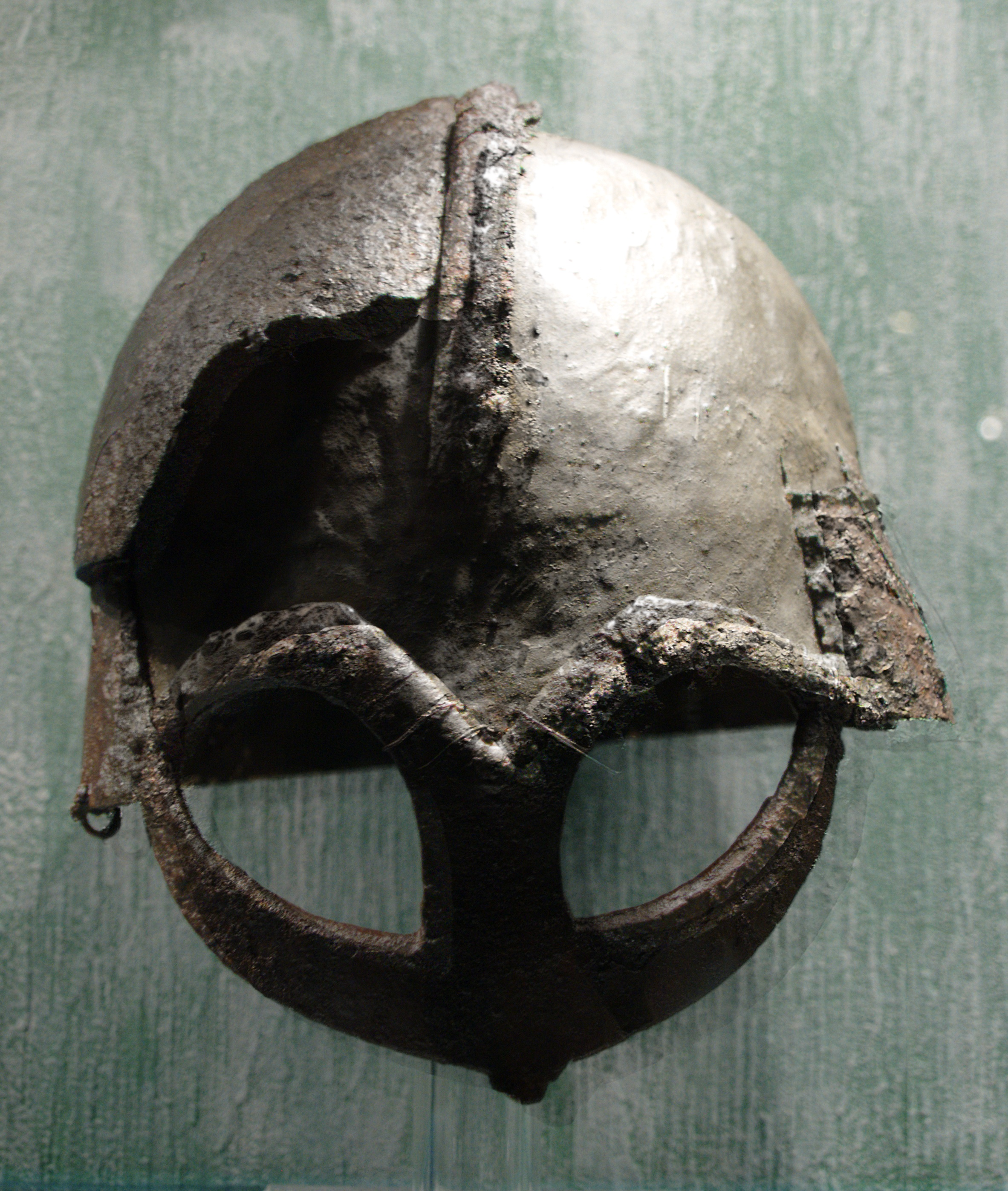
Casco vikingo, probablemente dañado por un arma cortante

La situación cambió cuando el llamado Gran ejército pagano sufrió una severa derrota en 878 en Edington, en el suroeste de Inglaterra, a manos del rey Alfredo el Grande (r. 871-899) y su ejército sufrió una severa derrota. Los vikingos derrotados partieron entonces hacia Europa continental y trasladaron su teatro de guerra a la región costera del Canal de la Mancha, al norte de Francia y a Flandes. El 3 de agosto de 881, el rey de Francia Occidental,  Luis III, con su ejército, también obtuvo una victoria sobre los normandos en Saucourt-en-Vimeu, en el centro de Francia.
Los vikingos entonces volvieron su agresión hacia el este, hacia Renania.  Carlos III estaba en Italia en ese momento por su coronación imperial que tuvo lugar el 12 de febrero de 881 en Roma. Para las celebraciones iba acompañado por numerosos caballeros con armadura, por lo que muchos de sus mejores guerreros armados no pudieron defender su patria en el invierno de 881.
A pesar de la invasión de Francia occidental por el Gran Ejército en 878, al parecer no se habían adoptado medidas defensivas en Renania Oriental, ya que las murallas de las distintas ciudades sólo se reforzaron cuando los vikingos estaban casi a las puertas de la ciudad. Así pues, a causa de la coronación imperial de Carlos III en Roma, las poblacionesn del Rin estaban casi indefensas y a merced del ataque de los vikingos, y la huida era la mejor forma de salvar vidas y bienes. Por ello los vikingos a menudo capturaban ciudades, pueblos y monasterios enteros sin luchar.

### Incursiones en el área del Rin-Mosa
A finales del año 881, los vikingos, que habían pasado el invierno en Flandes, emprendieron una expedición militar a las tierras vecinas. Asaltaron numerosas aldeas en la zona del Mosa y arrasaron las ciudades de Lieja, Maastricht y Tongeren.

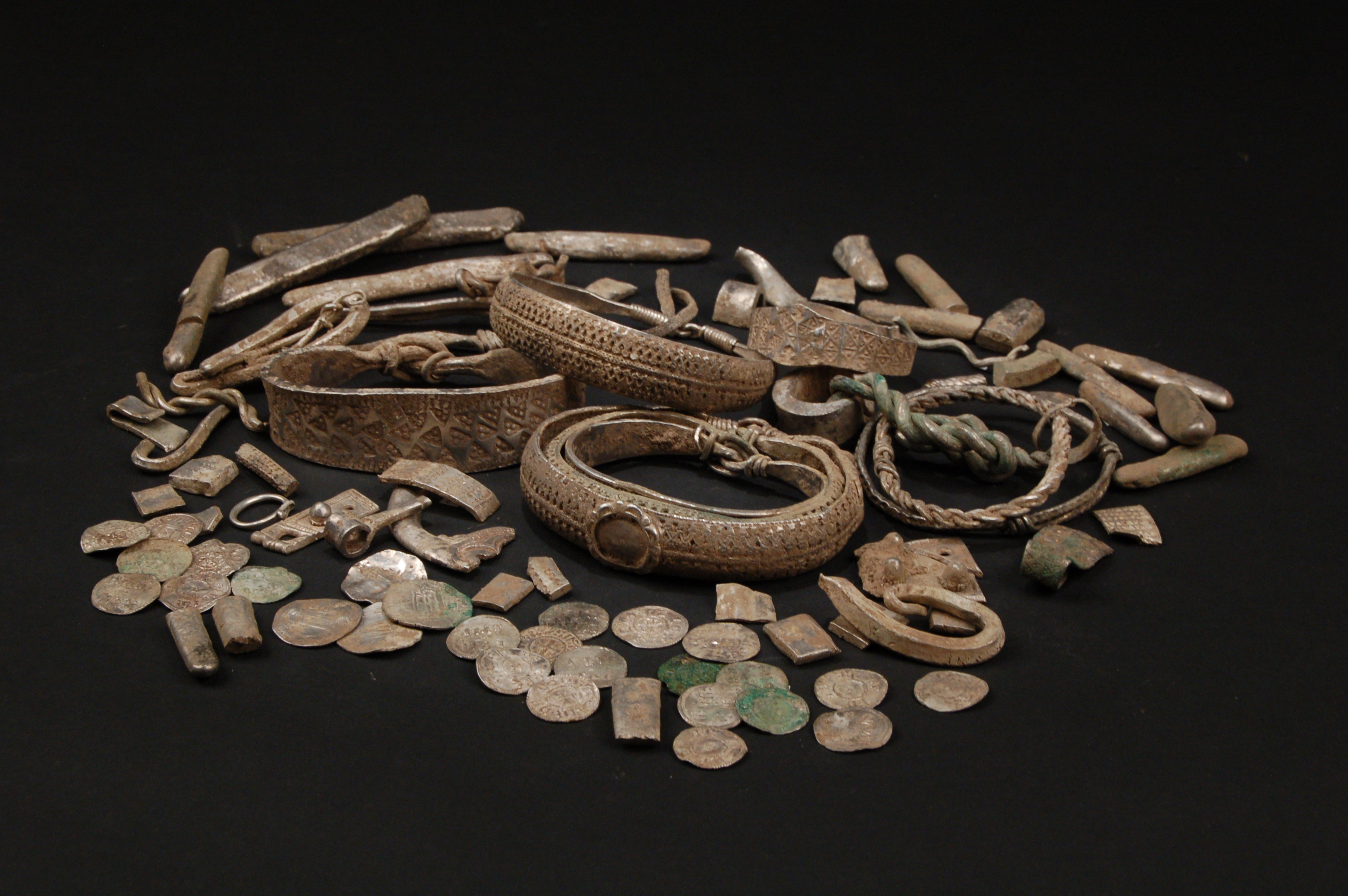
Acumulación o "depósito de riqueza" del periodo vikingo

En diciembre de 881, los vikingos de ese grupo navegaron en al menos tres barcos bajo su líder, Godfredo, aguas arriba remontando el Rin. A medida que avanzaban, saqueaban pueblos y ciudades o extorsionaban a sus habitantes (Brandschatzung).
Las ciudades de Colonia, Bonn, Neuss, Jülich y Andernach fueron particularmente afectadas. En su primera visita a Colonia en enero de 882, después de duras negociaciones, la ciudad pagó una fortuna en plata por su retirada. En su viaje de regreso, el mismo grupo volvió a exigir el pago de otra suma de dinero, que los ciudadanos ya esquilmados no podían permitirse, con lo que la ciudad fue quemada hasta los cimientos.
Los normandos, presumiblemente daneses, también podían llevar caballos en sus barcos vikingos. En cualquier caso, se desplazaban con gran movilidad, lo que facilitaban las antiguas calzadas romanas de Renania en la orilla izquierda del Rin. Los vikingos se volvieron hacia el oeste siguiendo ese sistema de carreteras y saquearon más ciudades, desde Zülpich hasta Aquisgrán.

### Redadas en centros culturales de la zona de Aquisgrán

Impresión del artista del Palacio de Aquisgrán (c. 800) con el octógono de la catedral (arriba a la izquierda), el balneario termal (abajo a la izquierda) y el palacio (abajo a la derecha)

Cuando asaltaron la ciudad imperial de Aquisgrán, los conquistadores, presumiblemente con una calculada y estratégica intención, profanaron la catedral de Aquisgrán, la tumba de Carlomagno y los establos reales. Después de cometer esos atropellos, incendiaron el palacio y los baños imperiales. A finales de diciembre de 881, saquearon la abadía de Kornelimünster, no lejos de Aquisgrán, así como los monasterios de Stablo y Malmedy en las Ardenas.

### Primer ataque a la abadía de Prüm
El 6 de enero de 882, Día de Reyes, un destacamento de vikingos que, según los informes históricos, tenía unos 300 miembros, atacó la abadía de Prüm, la mayor abadía franca localizada en las montañas del Eifel. En la iglesia de la abadía se encontraba la tumba del emperador Lotario I que había fallecido allí en 855 después de concluir el Tratado de Prüm. Junto al monasterio había un hospital y una importante escuela monástica en la que se educaba a los descendientes de la nobleza franca. La abadía también albergaba una de las bibliotecas más extensas del Imperio con su scriptorium. Aparte de Aquisgrán, Prüm era el centro cultural del Imperio franco. La abadía tenía extensas propiedades; más de cien iglesias estaban bajo su administración; sus tierras se extendían hasta los actuales Países Bajos, y los bosques a lo largo del Mosela también pertenecían al monasterio.
Una banda de campesinos de la zona opuso resistencia a los atacantes, pero fueron masacrados. Luego los vikingos incendiaron todos los edificios del monasterio quse quemó hasta los cimientos, «ya que no quedaba nadie vivo para combatir el fuego». Entre los mayores tesoros del monasterio estaba una de las más preciadas reliquias de la cristiandad occidental, las sandalias de Cristo, que fueron llevadas a un lugar seguro antes del ataque vikingo. Sin embargo, de la colección de manuscritos, que había sido muy elogiada por los cronistas, sólo una décima parte de la colección pudo ser rescatada frente a los vikingos merodeadores; el resto pereció en las llamas.

### Incursiones en el Mosela en 882
El rey de Francia Oriental, Luis III, reclutó un ejército y se apresuró a ayudar a los renanos. El 20 de enero, el rey murió inesperadamente en Frankfurt, y el ejército que dirigía contra los vikingos se disolvió. Los vikingos se desplazaron entonces aguas arriba siguiendo el Rin. En el transcurso de febrero y marzo de 882 atacaron hasta Coblenza, saqueando y asesinando, pero la ciudad fue capaz de resistir gracias a las grandes fortificaciones que se remontaban a la época romana. Sin embargo, las tierras fuera de sus murallas fueron devastadas. Al mismo tiempo, en Maguncia, las ruinosas murallas romanas se volvieron a fortificar rápidamente y los ciudadanos de Maguncia comenzaron a cavar una zanja alrededor de la ciudad. Los vikingos, sin embargo, no se trasladaron de Coblenza a Maguncia, sino que remontaron el Mosela y llegaron a la campiña de Tréveris durante la semana de Pascua.

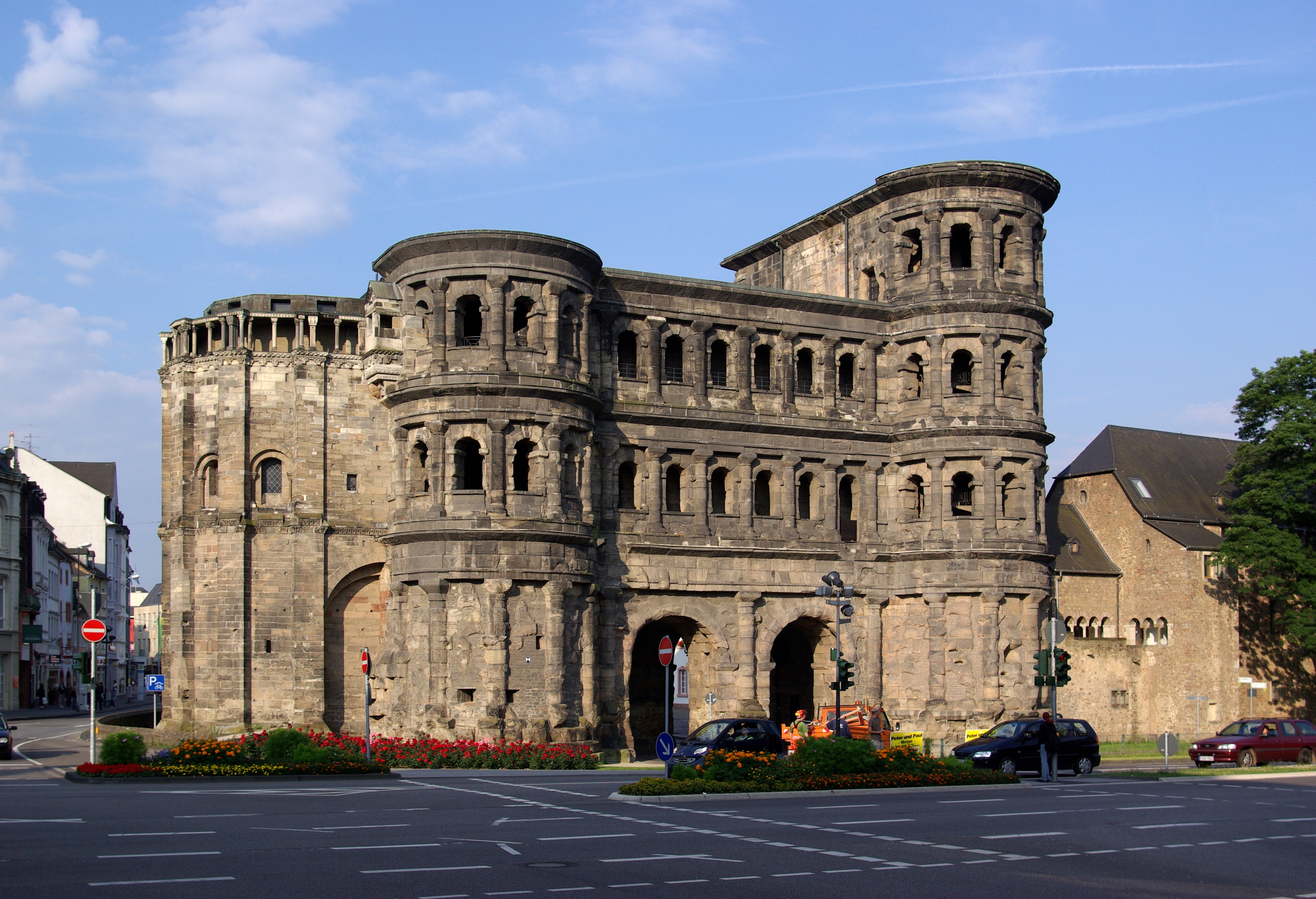
La puerta de la ciudad de Porta Nigra en Tréveris. A pesar de sus fortificaciones romanas, Tréveris fue conquistada dos veces por los vikingos.

En la Semana Santa, los invasores nórdicos atacaron y destruyeron los monasterios, iglesias y granjas que se encontraban fuera de los murallas de la ciudad de Tréveris. El monasterio imperial de San Maximino y las abadías de San Martín y San Sinforo, al norte de la antigua muralla de la ciudad, fueron destruidos; esta última nunca fue reconstruida. El monasterio de San Paulino se salvó.
El Jueves Santo, 5 de abril, los vikingos capturaron la ciudad. Después de unos días de descanso, saquearon Tréveris el domingo de Pascua. Entre sus objetivos estaba la catedral de Tréveris. Regino de Prüm registra numerosas víctimas entre la población, pero el arzobispo Bertulf de Tréveris logró escapar a Metz con algunos de sus seguidores. Después, algunos de los vikingos bajaron por el Mosela con su botín hasta Coblenza, mientras que el resto marchó hacia Metz.
Los vikingos que avanzaban hacia Metz fueron recibidos el 11 de abril por un ejército liderado por el obispo de Metz, Wala, por el arzobispo de Tréveris, Bertulf, y por el conde Adelardo II de Metz. La batalla de Remich fue ganada por los invasores y el obispo Wala cayó en el campo de batalla, junto con muchos caballeros y campesinos armados. Sin embargo, su violenta resistencia y las consiguientes bajas vikingas hicieron que los invasores retrocedieran, y se retiraran hacia el norte a través del Eifel hasta su campamento militar.

### Cese del fuego de Ascloha en la primavera de 882

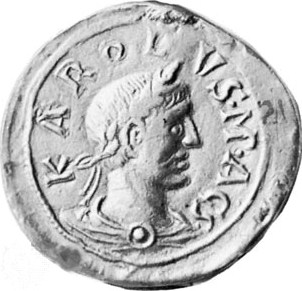
Moneda con imagen de Carlos III

Tras su regreso de Italia, el emperador Carlos III llevó a cabo una  Dieta Imperial en  Worms en mayo de 882, y organizó un gran ejército en el que participaron francos, bávaros, suevos, turingios, sajones, frisones y lombardos. El ejército marchó ante el campamento vikingo fortificado nombrado en una fuente como Ascloha (Asselt en los Annales Fuldenses, 882). Otra fuente contemporánea, sin embargo, se refiere a Haslon como el lugar de la negociación, que a menudo se equipara con Elsloo an der Maas (Regino de Prüm, Chronica, 882, mencionado específicamente en la entrada del año 881).
Carlos III sitió a los normandos con su ejército a una distancia segura y, después de doce días, comenzó las negociaciones con ellos. El resultado fue una retirada de los invasores que también fueron pagados con los bienes de la iglesia. Con la condición de que el líder vikingo Godofredo fuera bautizado, se le dio Frisia como feudo. El acuerdo de paz fue sellado además por su boda con una princesa franca. Se dice que la princesa, Gisla (Gisela) era una hija del rey Lotario II. Los vikingos que quedaron bajo el liderazgo de Sigfrido en Ascloha fueron inicialmente desalentados de seguir saqueando con pagos de dinero.

## Incursión en el verano de 882
Ya en el verano de 882, Godfrid regresó a Renania con un ejército reforzado desde su tierra natal para una segunda incursión y devastó Colonia, Bonn y Andernach. Alrededor de Andernach, muchas iglesias y monasterios fueron saqueados e incendiados.
Zutphen en el río IJssel y la cercana Deventer también fueron incendiados durante este alboroto. Cerca de Maguncia, los vikingos fueron derrotados por un ejército bajo el mando del conde Enrique de Franconia y del arzobispo de Maguncia, Liutbert (episcopado 863-889); probablemente incendiaron Colonia después.

## Asalto del otoño de 883
La noticia de los éxitos de Godofredo en Renania y su adquisición de Frisia atrajo a otros vikingos de Dinamarca. En el otoño de 883 desembarcaron en Frisia, remontaron el Rin con el consentimiento de Godfrid y establecieron un campamento cerca de Duisburgo. Una vez más, devastaron numerosos pueblos que acababan de ser reconstruidos. Los habitantes de Colonia habían reforzado previamente sus murallas y esta vez se salvaron. Cuando los vikingos pasaron frente a  la ciudad, las iglesias y monasterios de Colonia eran todavía ruinas carbonizadas.
Ese año, los vikingos se retiraron del Medio Rin y se establecieron permanentemente en el Bajo Rin. Ocuparon Xanten y Duisburgo e hicieron pequeñas incursiones desde allí a los alrededores, especialmente a la región de Xanten y en el Ruhrgebiet.

## Campaña franca contra los vikingos en 884
En 884, un grupo de tropas lideradas por el conde Enrique de Franconia (Heinrich von Babenberg) comandante en jefe de Carlos el Gordo  logró recapturar Duisburgo, y los vikingos se retiraron del resto de la región del Bajo Rin a cambio de un pago.

## Conspiración de Hugo con los vikingos en 885

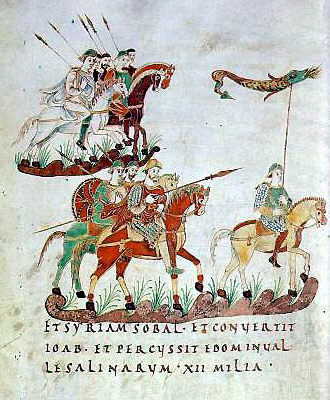
Jinetes francos con armadura con estandarte de dragón representado en el GSalterio de oro de San Galo,.

A principios de 885, Hugo, el único hijo del rey Lotario II de Lotaringia de su segundo matrimonio con Waldrada, que no había reconocido por la Iglesia, decidió recuperar el reino de su padre con la ayuda de su cuñado Godofredo de Frisia, que se había casado en 883 con su hermana Gisela y era gobernante de Frisia. En secreto, le pidió a Godofredo que reforzara su ejército con más vikingos de Dinamarca y le prometió la mitad de la tierra ganada en caso de victoria. Sin embargo, Godofredo no esperó y envió a los condes frisones Gerulfo y Gardulfo como enviados al emperador Carlos III mientras numerosos vikingos acudían en masa a la desembocadura del Rin. Como recompensa por su lealtad y la protección de las fronteras, exigió Coblenza, Andernach y  Sinzig, así como otras propiedades de la corona con cultivo de vino en el Medio Rin.
Carlos III se enteró de los planes de los conspiradores, posiblemente a través del conde Gerulfo. Siguiendo el consejo de Enrique de Franconia, decidió tender una emboscada a los vikingos y envió a los enviados de regreso con el mensaje de que él mismo enviaría un mensajero a Frisia con una respuesta adecuada a las demandas de Godofredo.
Enrique de Franconia hizo primero que sus seguidores se movieran en secreto y en pequeños grupos a través de Sajonia hasta un punto de encuentro que había determinado en Frisia. Él mismo viajó a Colonia para ver al arzobispo  Wiliberto, quien lo acompañó en su viaje por el Rin. En mayo de 885 llegaron a Betuwe, una región de Frisia rodeada por los dos brazos del Rin. Gottfried fue contra los francos y se encontraron en Herwen.
Durante las negociaciones, Enrique persuadió al arzobispo para que convocara a la esposa de Godofredo, Gisela, al campamento franco con un pretexto, para protegerla de la amenaza de venganza de los vikingos. Mientras tanto, el propio Enrique negoció el asunto del conde sajón Eberhard, cuyas posesiones habían sido saqueadas por Godofredo. Cuando estalló una disputa, Godofredo fue derribado por Eberhard y asesinado por el séquito de Enrique. Posteriormente, todos los demás vikingos que estaban en Betuwe, incluido su líder Sigfrido, fueron asesinados. Unos días después, Hugo fue atraído a Gondreville, capturado allí, cegado y llevado a la abadía de Prüm, donde pasó el resto de su vida.
Durante el asedio de París en 886, Enrique de Franconia, mientras cabalgaba cerca de la ciudad, cayó en un pozo abierto por los vikingos y allí fue asesinado por sus enemigos.
Después de la muerte de Gottfried y Sigfried, Renania se salvó de las incursiones vikingas durante algunos años.

## Incursión en la primavera de 892

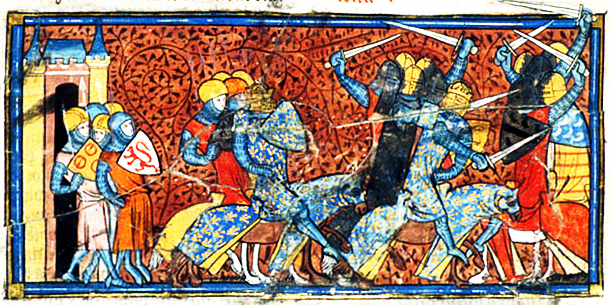
Batalla entre caballeros francos y normandos en una representación del.

En 891 los vikingos sufrieron una severa derrota contra el rey de los francos orientales y más tarde el emperador Arnulfo de Carintia les infligió, cerca de Lovaina, en Bélgica, una severa derrota. Los derrotados tuvieron que retirarse por completo de la zona que será el ducado de Brabante. Cuando los vikingos dispersos se reunieron de nuevo al sur del Mosa, emprendieron una campaña en el valle del Mosela en 892.
En febrero de 892 llegaron a Tréveris y volvieron a saquear la antigua ciudad romana. Luego se trasladaron río abajo y luego por el Rin hasta Bonn. En Lannesdorf se les opuso un contingente numéricamente superior de la población local. Debido a la devastadora derrota en Lovaina, la moral de los vikingos no se atrevió frente a la superioridad numérica, por lo que rehuyeron la lucha y corrieron hacia el oeste a través de Eifel hasta el monasterio de Prüm. Como diez años antes, arrasaron el monasterio y el pueblo, mataron y secuestraron a numerosos habitantes, solo el abad del monasterio y algunos monjes pudieron escapar (según la crónica de Regino de Prüm, ca. 892).
Sin embargo, el poder de lucha de los vikingos se había debilitado permanentemente después de la batalla de Lovaina. Se retiraron a las áreas ocupadas por los daneses en Gran Bretaña (danelag) y desde allí solo ocasionalmente llevaron a cabo incursiones que, sin embargo, solo afectaron las costas europeas; ya no penetraron en el corazón del Imperio franco.

## Enleces externos
- Jennifer Striewski (25 de febrero de 2013). «Wikinger am Mittelrhein» (en alemán). Portal Rheinische Geschichte. Archivado desde el original el 4 de febrero de 2018. Consultado el 18 de febrero de 2014.
- Wikimedia Commons alberga una categoría multimedia sobre Incursiones vikingas en Renania.

- Datos: Q15414631